# Саймон, Карли
Карли Элизабет Саймон (англ. Carly Elisabeth Simon; 25 июня 1945) — американская певица, автор песен и писательница. Обладательница премий «Оскар», «Золотой глобус» и «Грэмми». Одна из самых ярких представительниц «исповедального» стиля в поп-музыке. Стала знаменитой в начале 1970-х годов, в первую очередь благодаря хиту You’re So Vain (№ 1 в Billboard Hot 100). 26 альбомов Карли Саймон входили в Billboard 200, третий из них, No Secrets, в 1973 году возглавил чарты. В 1994 году Карли Саймон была введена в Зал славы авторов-песенников. Она также получила известность как автор детских книг.

## Ранние годы
Карли Элизабет Саймон родилась 25 июня 1945 года в Бронксе, Нью-Йорк. Её мать, Андреа Хайнеманн Саймон (1909—1994), была гражданской активисткой, а отец, Ричард Л. Саймон (1899—1960), одним из основателей издательской компании Simon & Schuster. Её отец происходил из еврейской семьи, хорошо играл на фортепиано, мать была наполовину швейцарка и наполовину испанка, католичка. Карли, её сёстры и младший брат росли в католической вере.
В возрасте восьми лет Карли начала сильно заикаться. Позднее она говорила, что начала петь, потому что когда пела, она могла не заикаться.

## Карьера
Музыкальную карьеру Карли начала в дуэте с сестрой Люси (позже получившей известность как автор музыки к бродвейской постановке «The Secret Garden»). Дуэт The Simon Sisters в 1964 году вошёл в чарты с синглом Winkin' Blinkin' and Nod. Они выпустили с сестрой два альбома, прежде чем сестра вышла замуж и приостановила карьеру. После распада дуэта Карли сотрудничала с рок-группой Elephant’s Memory, снялась в качестве певицы в фильме Милоша Формана «Отрыв».
Сольный дебют Карли Саймон состоялся в феврале 1971 года, когда вышел её первый альбом под названием Carly Simon. Сингл из него, That’s the Way I’ve Always Heard It Should Be, написанный в соавторстве с Джекобом Бракманом, вошёл в первую десятку Billboard Hot 100, а два года спустя получил «золотой» статус.
Второй альбом Карли Саймон, Anticipation (№ 30 в чарте US), вышедший в ноябре 1971 года, обеспечил певице премию «Грэмми» в номинации «Дебют года» (англ. Best New Artist). Третий альбом, No Secrets (ноябрь 1972), записанный продюсером Ричардом Перри, поднялся на вершину списков «Биллборда», во многом благодаря успеху песни You’re So Vain (№ 1 в Billboard Hot 100). Эта песня с рефреном «Ты настолько самовлюблённый, что наверняка думаешь, что эта песня — о тебе» возбудила многочисленные пересуды относительно того, кому она могла быть посвящена. Мик Джаггер, один из обсуждавшихся «кандидатов», исполнил в ней партию бэк-вокала. Много лет спустя Саймон призналась, что рефрен песни был посвящён Уоррену Битти. The Right Thing to Do, второй сингл из альбома, поднялся до #17.
Четвёртый альбом Карли Саймон Hotcakes (январь 1974 года) поднялся в США до 3-го места; вошёл в чарты и сингл «Mockingbird» (#5), исполненный ею с Джеймсом Тейлором, фолк-рок-исполнителем, ставшим в ноябре 1972 года мужем певицы. После успеха альбома Playing Possum (апрель 1975 года; № 10) и сингла из него Attitude Dancing (№ 21 в US), шестой альбом, Another Passenger (июнь 1976), оказался в коммерческом отношении сравнительно неудачным. Но уже в 1977 года Карли Саймон вернулась в чарты с песней Nobody Does It Better (№ 2 в US), ставшей главной музыкальной темой фильма бондианы «Шпион, который любил меня».
Начиная с октября 1980 года, когда Саймон потеряла сознание на сцене от нервного истощения, её концертные выступления стали редкими. Альбом Torch (сентябрь 1981 года), составленный из джазовых кавер-версий, коммерческого успеха не имел. Но в 1982 году сингл Why (с песней из саундтрека к фильму Soup for One), спродюсированный участниками Chic вошёл в первую десятку «Биллборда». Год спустя в британских чартах появился сатирический сингл Kissing with Confidence Уилла Пауэрса (псевдоним фотографа Линн Голдсмит): Саймон здесь исполнила главную вокальную партию. Альбомы Hello Big Man (1983) и Spoiled Girl (1985) продавались плохо; в чартах певица появилась снова лишь в 1986 году — с ещё одной темой из фильма — Coming Around Again; год спустя альбом того же названия стал трижды платиновым. Песня Let the River Run из фильма «Деловая девушка» (1988) обеспечила певице премию «Грэмми». В 1990 году вышли альбом поп-каверов My Romance и Have You Seen Me Lately?, набранный из оригинального авторского материала. В 1992 году Саймон записалась для звуковой дорожки к фильму «Моя жизнь».

## Личная жизнь
С 1972 по 1983 год Саймон была замужем за музыкантом Джеймсом Тейлором. У них есть двое детей-музыкантов — Салли Мария Тейлор (род. 1974) и Бенджамин Саймон Тейлор (род. 1977). Позже Саймон вышла замуж за поэта Джима Харта, брак продлился двадцать лет.

## Дискография

### Студийные альбомы
- Carly Simon, 1971
- Anticipation, 1971
- No Secrets, 1972
- Hotcakes, 1974
- Playing Possum, 1975
- Another Passenger, 1976
- Boys in the Trees, 1978
- Spy, 1979
- Come Upstairs, 1980
- Torch, 1981
- Hello Big Man, 1983
- Spoiled Girl, 1985
- Coming Around Again, 1987
- My Romance, 1990
- Have You Seen Me Lately, 1990
- This Is My Life, 1992
- Romulus Hunt: A Family Opera, 1993
- Letters Never Sent, 1994
- Film Noir, 1997
- The Bedroom Tapes, 2000
- Moonlight Serenade, 2005
- Into White, 2007
- This Kind of Love, 2008
- Never Been Gone, 2009